# Estenohalino

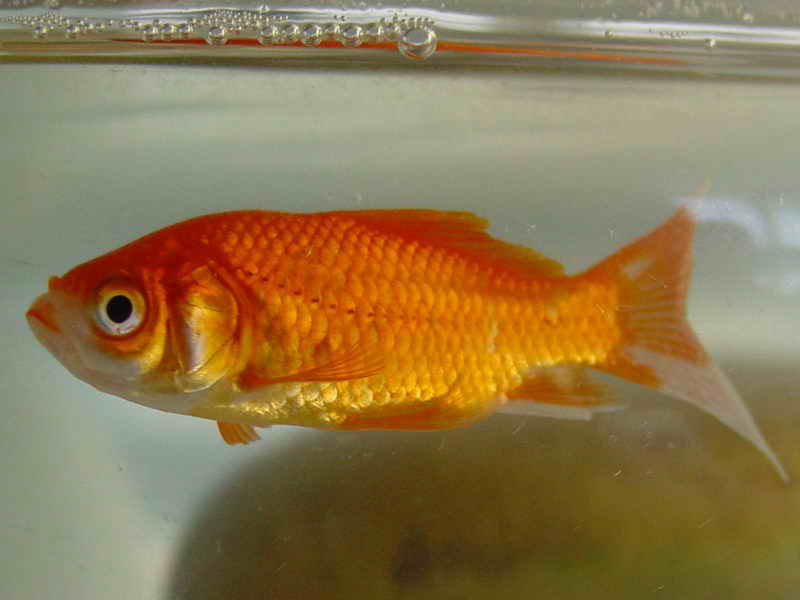
El pez dorado (Carassius auratus) es un ejemplo de un pez estenohalino bien conocido.

Estenohalino es el nombre que reciben aquellos organismos acuáticos (generalmente peces) que solo son capaces de vivir en un estrecho rango de concentración de sales. No puede tolerar una amplia fluctuación en la salinidad del agua. Estenohalino deriva de las palabras: "steno", que significa estrecho, y "halino", que significa sal. Muchos peces de agua dulce, como el pez dorado (Carassius auratus), tienden a ser estenohalinos y mueren en ambientes de alta salinidad como el océano. Muchos peces marinos, como el eglefino (Melanogrammus aeglefinus), también son estenohalinos y mueren en aguas con menor salinidad.
Alternativamente, los peces que viven en los estuarios costeros y las piscinas de marea son a menudo eurihalinos (tolerantes a los cambios en la salinidad, contrario de estenohalino), al igual que muchas especies que tienen un ciclo de vida que requiere tolerancia al agua dulce y al agua de mar, como el salmón (Salmo) y el arenque (Clupea).